# Трибуна України
«Трибуна України» — неперіодичне видання УЦК у Варшаві 1923, фактично неофіційний орган УНР на еміграції; редагував О. Саліковський.